# Masoud Mostafa-Jokar
Masoud Mostafa-Jokar, född den 21 september 1977 i Malayer, Iran, är en iransk brottare som tog OS-silver i fjäderviktsbrottning i fristilsklassen 2004 i Aten. 